# ターネラ (小惑星)
ターネラ (1186 Turnera) は小惑星帯に位置する小惑星。1929年8月1日、南アフリカのユニオン天文台でシリル・ジャクソンによって発見された。
イギリスの天文学者、地震学者ハーバート・ターナー (Herbert Hall Turner) に因んで命名された。